# Hervay Ferenc Levente
Hervay Ferenc Levente (Pozsony, 1919. január 7. – Zirc, 2016. február 8.) római katolikus pap, ciszterci szerzetes, tanár, történész, könyvtáros, bibliográfus. A Zirci apátság új könyvtárának vezetője.

## Életútja

### Tanulmányai
Elemi iskoláit Debrecenben kezdte 1926-ban, majd Pécsett folytatta. A nyolc gimnáziumi osztályt Pécsett végezte a ciszterciek Nagy Lajos Gimnáziumában 1929-1937 között. Érettségi előtt határozta el, hogy jelentkezik a ciszterci rendbe, melynek tagja 1937. augusztus 29-én lett. 
Erdőmérnök szeretett volna lenni, mivel diákkorában különösen a földrajz és a történelem érdekelte.
Elhivatottságot érzett az ifjúság iránt is, főként a cserkészet keretében, sokat jártak kirándulni, táborozni.
Érettségi után 1937-től 1940-ig Zircen a rend Szent Bernát Hittudományi Főiskoláján hallgatott teológiát, 1940-től a Pázmány Péter Tudományegyetem bölcsészeti karán földrajz-történelem szakon folytatta tanulmányait, és középiskolai tanári oklevelet szerzett. 
Ünnepélyes örök fogadalmát 1944. január 4-én tette le.

### Pappá szentelése
Pappá Mindszenty József veszprémi püspök szentelte 1944. május 16-án, Zircen.
1944 szeptemberében Budapesten a Trefort utcai mintagimnáziumban kezdte meg gyakorló tanári évét, de 1944 végén a front közeledtével az iskolákat bezárták, ezért elöljárói engedélyével Zircre utazott. Ott először segédlelkész, majd segéd novíciusmester, utána házgondnok, jószágfelügyelő, erdészeti felügyelő lett. 
1946-ban Endrédi Vendel apát Egerbe helyezte, ahol az általános iskolában és a rend gimnáziumában tanított.
Több tevékenységet végzett: osztályfőnök volt, a diákotthont vezette és a cserkészéletbe is bekapcsolódott.
1946-1952-ig az egri Szent Bernát plébánia lelkésze volt.

### Viszontagságos évek
A szerzetesházak feloszlatása után, 1953-1955-ig erdőgazdasági segédmunkás volt. 1955-1959-ig magántanítványoknak  adott nyelvórákat. 1959-ben ismét segédmunkás lett a Nyugatbükki Állami Erdőgazdaságban, Bélapátfalván, majd  rövid ideig a Nagyalföldi Kőolajtermelő Vállalatnál dolgozott.
1959-1960-ban könyvtáros volt az Egri Főegyházmegyei Könyvtárban. 1960-1961-ben a Miskolc-Hámor-Lillafüredi Erdőgazdasági Vállalatnál először tehergépkocsi kísérőként, majd ezt követően raktárosként dolgozott. Ebben az időszakban is foglalkozott az  ifjúsággal, de nem hivatalosan, ezért illegális hitoktatás miatt 1961. február 6-án letartóztatták, 4 és fél évi börtönre ítélték.
Szabadságvesztését Márianosztrán és a kőbányai Gyűjtőfogházban töltötte számos paptársával együtt. 1963-ban szabadult amnesztiával.

## Tudományos munkássága
Mezey László segítségével került 1963-ban a Tudományos Akadémiához, és ennek keretén belül az Országos Széchényi Könyvtárban a régi magyar nyomtatványok kutatásán dolgozott, Borsa Gedeon, Holl Béla, Käfer István és Kelecsényi Ákos kollégáival.
A Magyarországhoz köthető nyomtatott könyvek feltárását  Szabó Károly kezdte el, s neve alatt jelent meg (1879-1898) a háromrészes monumentális munka Régi Magyar Könyvtár címmel.
Hervay Ferenc Levente szerkesztőként jegyzi a Régi Magyarországi Nyomtatványok első két kötetét (1971 és 1983), amelyek nemcsak bibliográfiai leírást adtak, hanem könyvészeti és szakirodalmi összefoglalásokat is.
A kutatások során Hervay Ferenc Levente a Bernhard, a Bornemissza-, a debreceni, a Farkas-, a lőcsei, a Manlius-, a Mantskovit-nyomdák anyagát, valamint a cirillikákat és a Calepinus szótárakat dolgozta fel.
Kezdeményezésére kerültek a kötetekbe a tárgyalt nyomtatványok címlapjainak kicsinyített reprodukciói, amely nemzetközi viszonylatban is úttörő újítás volt, de ő készítette a kötetekhez a címek, tárgyak, nyelvek és könyvtárak mutatóját, továbbá a bibliográfiák konkordanciáját.
1976-tól az OSZK tudományos főmunkatársa lett, 1981-ben vonult nyugdíjba.
1983-tól a püspöki kar egyháztörténeti munkabizottságának titkára lett, 1983-1990-ig kisegítő lelkész volt a budapesti pozsonyi úti Szent Ágoston-kápolnában. A ciszterci rend újbóli felállását követően elsőként érkezett meg Zircre, ahol 1990-1994-ig a Zirci apátság szerzetese volt. 1993-ban a rend Szent Bernát Hittudományi Főiskolán tanított egyház- és rendtörténelmet. 
1998-tól lett a Zirci Apátság Újkönyvtárának vezetője.

### Ciszterci rend
Hervay Ferenc Levente több mint hatvan éve dolgozik a ciszterci rend történeti repertóriumán. Amikor lehetősége nyílt külföldre utazni, egy-egy országot célba véve felkereste az ottani ciszterci történelmi helyeket, könyvtárakat, monostorokat – összesen csaknem négyszázat, Norvégiától Szicíliáig, Írországtól Lengyelországig.  
A témában számos cikke, publikációja született. A teljes kutatási területet felölelő, több kötetesre tervezett munka kéziratát jelenleg is készíti, ennek terjedelme a feldolgozott és begépelt részeket tekintve eléri a 4000 oldalt. Ez a készülő mű nemzetközi szinten egyedülálló.
A magyar egyháztörténeten belül minden szerzetesrend középkori történetének feldolgozását is célul tűzte ki. 
A bencés, a ferences és a pálos rend történetéből önálló írásai vagy cikkei gyarapították a téma irodalmát. Szakértelmét felhasználták a Documenta artis Paulinorum, Korai Magyar Történeti Lexikon, a Magyar katolikus lexikon és Magyar Művelődéstörténeti Lexikon szerkesztői, s ezt több száz szócikk is jelzi.
Magyar egyház- és szerzetességtörténeti cikkei több rangos külföldi szaklexikonban is helyet kaptak (pl. Dizionario degli istituti di perfezione. Roma, 1974-2003). Ilyen formában munkássága nyomán a nemzetközi szakirodalom is megismeri Magyarország gazdag történelmét és egyházi kultúráját.
Az 1984-ben megjelent kötete Repertorium Historicum Ordinis Cisterciensis in Hungaria a történeti Magyarország ciszterci apátságainak történetét dolgozza fel.

## Elismerései

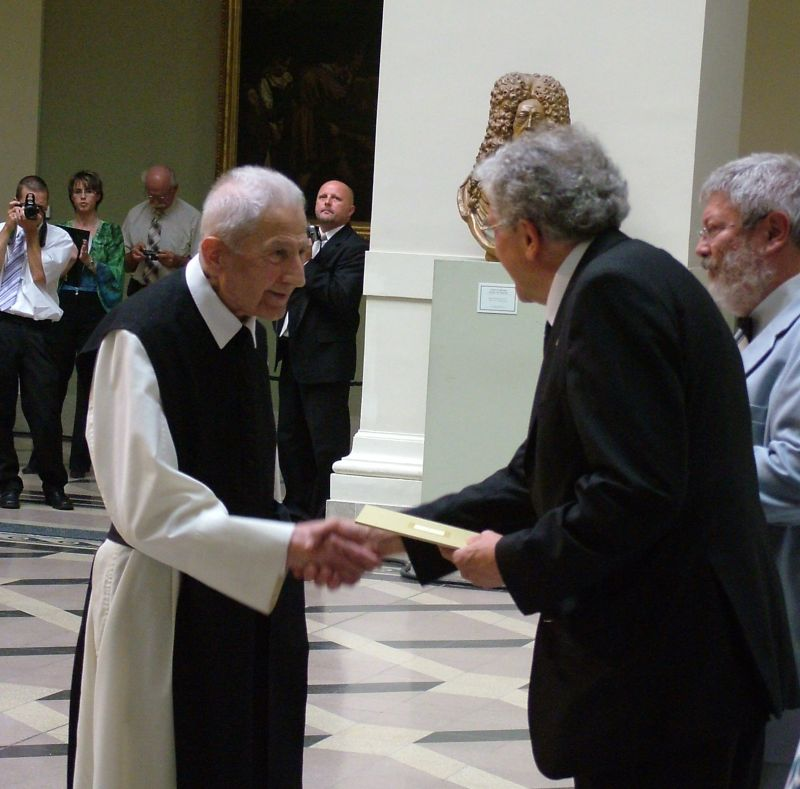
A Széchényi Ferenc-díj átadása

2001-ben Fraknói Vilmos-díjjal tüntették ki. 2011. augusztus 19-én közgyűjteményi munkásságának elismeréseként Széchényi Ferenc-díjban részesült.
Tiszteletére jelent meg: Levente atya. Tanítványok és barátok emlékezései; Várallyay Iván, Gyöngyös, 2012.

## Publikációi

### Önálló kötetek
- Magyarország anyagi kultúrája. Bp., 1938. Vörösváry litogr. 76 p.
- Régi Magyarországi Nyomtatványok I. 1473–1600 (Borsa Gedeon, Holl Béla, Käfer István és Kelecsényi Ákos társszerzőkkel). Bp., 1971. Akadémiai Kiadó. 928 p. + 82 t.
- Régi Magyarországi Nyomtatványok. II. 1601–1635. Bp., 1983 (Borsa Gedeon és Holl Béla társszerzőkkel). 856 p. + 70 t.
- Documenta artis Paulinorum, 1-3. kötet. A magyar rendtartomány monostorai. Gyűjtötte Gyéressy Béla. A bevezetést és az egyes monostorok összefoglaló történelmi ismertetését Hervay Ferenc írta. Budapest 1975-1978 (Magyar Tudományos Akadémia Művészettudományi Kutatócsoportjának Forráskiadványai, 10. 13-16.)
- Zirc, apátsági templom. Bp., 1982 (2001-ig 7 kiadás) (Tájak, Korok, Múzeumok Kiskönyvtára, 114.)
- Repertorium Historicum Ordinis Cisterciensis in Hungaria. Roma – Budapest 1984. 329 p. (Bibliotheca Cisterciensis, 7.)
- Gregorius Gyöngyösi: Vitae fratrum eremitarum Ordinis Sancti Pauli primi eremitae. Edidit: Franciscus L. Hervay. Bp., 1988. 252 p. (Bibliotheca Scriptorum Medii Recentisque Aevorum. Series Nova, 11.)
- Ciszterciek (Legeza László és Szacsvay Péter társszerzőkkel). Bp., 1997. 48p. + 64 t. (Szerzetesrendek a Kárpát-Medencében)
- Zirc, apátsági templom; átdolg., bőv. kiad.; TKM Egyesület, Bp., 2001 (Tájak, korok, múzeumok kiskönyvtára)

### Tanulmányok, cikkek
- L’imprimerie du maître Philippe de Nagyszeben et les premièrs livres en langue roumaine. Magyar Könyvszemle 81 (1965) 119-127.
- L’imprimerie cyrillique de Transylvanie au XVIe siècle. Magyar Könyvszemle 81 (1965) 201-216.
- Die erste kyrillische Buchdruckerei zu Hermannstadt in Siebenbürgen (1544-1547). Bibliothek und Wissenschaft Bd. 3 (Wiesbaden), 1966. 145-155.
- Magister Philippus von Hermanstadt, Drucker der ersten Bücher in rumänischen Sprache. Gutenberg-Jahrbuch, 1966. 195-199.
- A XV-XVI. századi magyarországi könyvnyomtatás számokban. Magyar Könyvszemle 82 (1966) 63-66.
- Notes critiques sur l’Atlas de l’Ordre Cistercien de Frédéric van der Meer. Analecta Cisterciensia 23 (1967) 134-152.
- Ismeretlen XVI. századi magyarországi nyomtatványok. Magyar Könyvszemle 85 (1969) 403-405.
- Még egy tíznyelvű Calepinus. Magyar Könyvszemle 85 (1969) 405-406.
- Magyar krónika a régi magyar kalendáriumokban. Magyar Könyvszemle 86 (1970) 373-378.
- Megoldás Rimay János Balassi-gyászversének kiadástörténetéhez. Irodalomtörténeti Közlemények 74 (1970) 498-499.
- The first book translated from English into Hungarian. Acta Litteraria Academiae Scientiarum Hungariae 13 (1971) 155-160.
- Notes and Additions to a Cistercian Bibliography. Analecta Cisterciensia 27 (1971) 310-321.
- L’état actuel des recherches sur la géographie historique ecclésiastique en Hongrie. In: Miscellanea Historiae Ecclesiasticae V: La cartographie et l’historie socio-religieuse de l’Europe jusqu’à la fin du XVIIe siècle. Colloque de Varsovie, 27-29 octobre 1971. Louvain 1974. 411-417.
- Magyarország történeti földrajza a XVI-XVIII. században. In: Régi könyvek és kéziratok. Tanulmánygyűjtemény. Szerk. Pintér Mária. Bp., 1974. 109-160.
- Pataki Vidor János 1901-1973. Az Egri Vár Hiradója 11 (1975) 56-62. o.
- Borsa Gedeon és Hervay Ferenc: Pótlások és kiegészítések a "Régi Magyarországi Nyomtatványok" (RMNy) első kötetéhez. Magyar Könyvszemle 91 (1975) 85-92.
- Diffusione dei monasteri cistercensi sino al 1500. In: Dizionario degli istituti di perfezione 2. Roma, 1975. 1071-1095.
- Die Geschwister der heiligen Hedwig in Ungarn. Archiv für schlesische Kirchengeschichte 40 (1982) 223-240.
- 800 Jahre Abtei Zirc, 1182-1982. Ein kurzer historischer Überblick. Analecta Cisterciensia 38 (1982) 7-21.
- Geschichte der Franziskaner in Ungarn bis zum Beginn der Reformation. In: 800 Jahre Franz von Assisi. Franziskanische Kunst und Kultur des Mittelalters. Wien, 1982. 312-317.
- A pálos rend elterjedése a középkori Magyarországon. In: Társadalom- és művelődéstörténeti tanulmányok. Mályusz Elemér emlékkönyv. Bp., 1984. 159-171.
- A magyarországi kolostorok pusztulása a 16. század közepén és a reformáció. In: Tanulmányok a lutheri reformáció történetéből Luther Márton születésének 500. évfordulójára (szerk. Fabinyi Tibor). Bp., 1984. 183-194.
- Nyolcszáz éves a pilisi apátság. Vigilia 49 (1984) 830-833.
- Részletek a pilisi apátság történetéből. In: Régészeti Tanulmányok Pest megyéből. Szerk. Ikvai Nándor. Szentendre, 1987. (Studia Comitatensia, 17.) 595-601.
- A magyar katolikus egyház történeti kronológiája 1945-1987. In: Magyar Katolikus Almanach II. A magyar katolikus egyház élete 1945-1985. Bp., 1988. 19-67.
- Szerzetesrendek. Férfirendek. In: Magyar Katolikus Almanach II. A magyar katolikus egyház élete 1945-1985. Bp.,  1988. 157-198.
- Szerzetesi iskolák és irataik. In: Iskola, egyház és művelődés. Bp., 1990. 93-98.
- Ciszterci lelkiség a mai világban. Teológia 25 (1991) 88-93.
- A Ciszterci Rend története Magyarországon. In: Lékai Lajos: A ciszterciek. Eszmény és valóság. Bp., 1991. 470-492.
- A premontreiek és majki prépostságuk. In: Majk és Grosbois. (Kamalduli szerzetesek, Rákóczi és az  Esterházyak). Az 1995. szeptember 14-i majki társadalomtörténeti konferencia tanulmányai. 1995. 19-24.
- A bencések és apátságaik története a középkori Magyarországon. In: Paradisum plantavit. Bencés monostorok a középkori Magyarországon. Pannonhalma, 2001. 461-547.

### Lexikonban való közreműködés
- Magyar katolikus lexikon I -. Főszerkesztő: Diós István. Bp., 1993–
- Korai Magyar Történeti Lexikon (9-14. század). Főszerkesztő: Kristó Gyula. Bp., 1994
- Magyar Művelődéstörténeti Lexikon I -. Főszerkesztő: Kőszeghy Péter. Bp., 2003–